# Luis Encina Candebat
Luis Encina Candebat o Candevat (Málaga, 1 de noviembre de 1860 – Málaga, 28 de octubre de 1928) fue un médico y político español de finales del XIX y principios del siglo XX.

## Biografía
En el Archivo Histórico Nacional, existe expediente académico, como alumno de la Facultad de Ciencias (1881/1882), el expediente se remitió al negociado de medicina en 1882. Se licenció en la Facultad de Medicina de la Universidad Central (Madrid) el 1 de julio de 1886 y obtuvo el grado de doctor en junio de 1898.
Tuvo su consulta privada en las calles: Álamo n.º 34 (1888), Granada n.º 67 (1891), Plaza del Obispo n.º 4 (1899 y 1900), y Sagasta n.º 8 (de 1900 a 1928), todas en Málaga.

## Cargos Médicos

### Médico forense y médico del Juzgado de la Alameda (Málaga)
- Médico forense del Juzgado de Primera Instancia del distrito de la Alameda (Málaga):
 (de 1898 a 1906 y 1911).[6]
- Médico del Juzgado Municipal de la Alameda (Málaga):
 (de 1906 a 1908).[7]

### Junta provincial de Sanidad y Administración civil
- Vocal: En 1904 fue vocal.[8] En 1905vocal y vocal nato.[9] De 1906 a 1909 y en 1917 fue vocal electivo.[10] En 1920 vocal de la Junta Provincial de Sanidad de Málaga.[11]
- Subinspector: En el acta de la Junta Magna celebrada el 24 de septiembre de 1901, en el Ayuntamiento de Málaga, consta como Subinspector de Sanidad.[12]
- Inspector: En 1904 opositó a Inspector Provincial de Sanidad.[13] El 3 de enero de 1905, se publicó, que fue uno de los aspirantes que aprobó (nº18).[14] Poco después, solicitó y se le otorgó dicha plaza, para la provincia de Córdoba.[15] En 1905 fue Inspector Municipal de la Junta Provincial de Sanidad de Málaga.[9] En 1908 Inspector Provincial de Sanidad de la Junta Local de Primera Enseñanza de Málaga.[16] Unos años después aparece reflejado en el puesto número quince del Escalafón de Inspectores Provinciales de Sanidad, a los efectos del Reglamento del mencionado Cuerpo, aprobado por Real Orden de 15 de junio de 1912.[17] En 1917 Inspector de Sanidad.[18] En 1921 por Real Orden (rectificada) nombrado, en virtud de concurso, Inspector Provincial de Sanidad de Vizcaya, cargo que ocupó también en 1922.[19] En 1923 fue nombrado por Real Orden, Oficial de Administración Civil de Primera Clase, e Inspector Provincial de Sanidad de la provincia de Málaga, cargo que ocupó hasta 1928.[20] En 1926 por Real Decreto, se nombró Jefe de Administración Civil de Tercera Clase del Cuerpo de Inspectores Provinciales de Sanidad a Luis Encina Candebat, Jefe de Negociado de primera clase del mismo Cuerpo en Málaga.[21] En 1928 fue Jefe de Administración Civil de Tercera Clase de la Rama de Sanidad Interior.[22]

### Subdelegado de Medicina
- Subdelegado de Medicina del distrito de Santo Domingo (Málaga) durante once años.
- En 1909 Subdelegado de medicina de la Junta Local de Primera Enseñanza en Málaga.[23]

### Colegio Médico y Colegio Provincial de Practicantes de Málaga
Tras completar su especialización y graduación, se colegió por primera vez en Málaga el 31 de agosto de 1898. Donde se desempeñó como:
- De 1899 a 1901 fue Contador,[24] en 1904 fue vocal[25] y de 1904 a 1909 fue presidente del Colegio Médico de Málaga.[26]
- La Junta directiva del Colegio Provincial de Practicantes de Málaga, le otorgó el título de presidente honorario del citado colegio el día 14 de agosto de 1917, por acuerdo del día anterior.[27]
- Volvió a ser presidente del Colegio Médico de Málaga en 1927 y 1928:[28]
-Según biografía de dicho Colegio: En 1927 tras los sucesos acaecidos en la última Junta, se celebraron nuevas elecciones en el Colegio Médico. El número de Abril de la Revista Médica de Málaga hace un detallado informe de estas elecciones y las circunstancias que las rodearon.
-En la editorial, titulada “Las últimas elecciones en el Colegio Médico”: Esta Junta Directiva electa se componía de los siguientes doctores, Presidente D. Luis Encina Candebat, Vicepresidente D. José Luis Durán Sousa, Secretario D. Gerardo de Villegas Palacios, Tesorero D. Isidro Garnica Jiménez, Contador D. Heliodoro Ramos Ramos.
-Fue poco el tiempo que duró en el cargo pues en el número de octubre de 1928 de “La Revista Clínica de Málaga”, se anuncia que, el Presidente había enfermado y el número siguiente abre con el fallecimiento de D. Luís, acaecido el 28 de octubre.[29]

## Beneficencia
En Málaga Formó parte de diversos estamentos:
- De la Beneficencia Municipal desde 1886.
- En 1888 consta como médico titular de la parroquia de San Pablo (Málaga).[2]
- En 1898 ejerció como médico auxiliar de la Comisión permanente de Casa de Misericordia.[30]

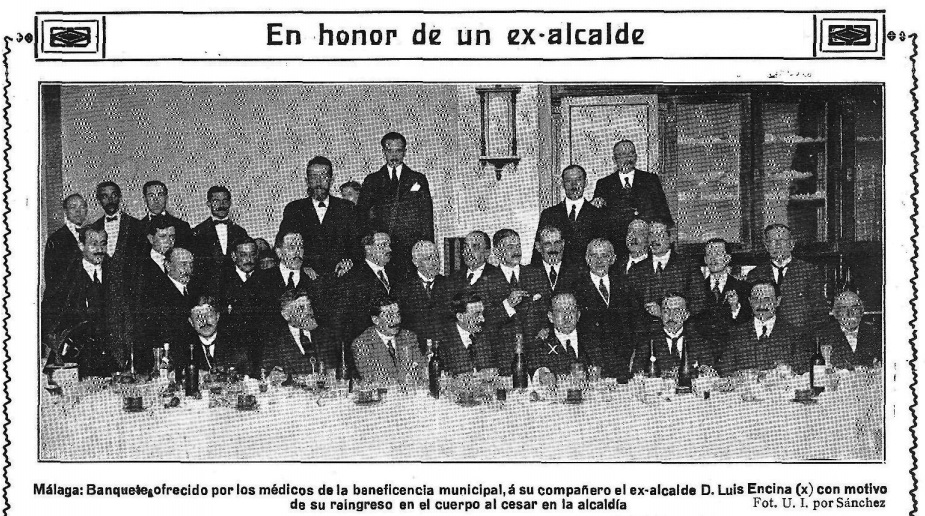
Málaga: Banquete ofrecido D.Luis Encina. La Unión Ilustrada 1916

- En 1899 consta como médico de Casa de socorro del distrito de la Merced (calle Hinestrosa n.º 18).[31]
- Durante 1906 y 1907 formó parte del personal facultativo de Casa de socorro del distrito de Santo Domingo (calle Cerrojo n.º 14).[32]
- A finales de 1913 recibió el Bastón de mando que le regaló el cuerpo de médicos de beneficencia.[33]
- El 16 de julio de 1915 en Málaga, tuvo lugar una corrida de toros, a beneficio de las Casas de Expósitos, organizada por la Real Junta de Damas. Presidía dicha Junta y asistió como autoridad al evento el alcalde Luis Encina Candebat.[34]
- El semanario de información gráfica, "La Unión ilustrada" del 10 de febrero de 1916, contiene fotografía del banquete ofrecido por lo médicos de la beneficencia municipal, con motivo de su reingreso al cuerpo, al cesar de la alcaldía.[35]
- En 1920 ejerció como médico de Casa de socorro del distrito de Santo Domingo (E. Estación).[36]
- En 1924 fue director de Casa de socorro del distrito de la Alameda.[37]

## Congresos médicos y otras actividades
- El 16 de agosto de 1906, asistió a la apertura del Congreso provincial de Higiene, que tuvo lugar en el Teatro Cervantes (Málaga).

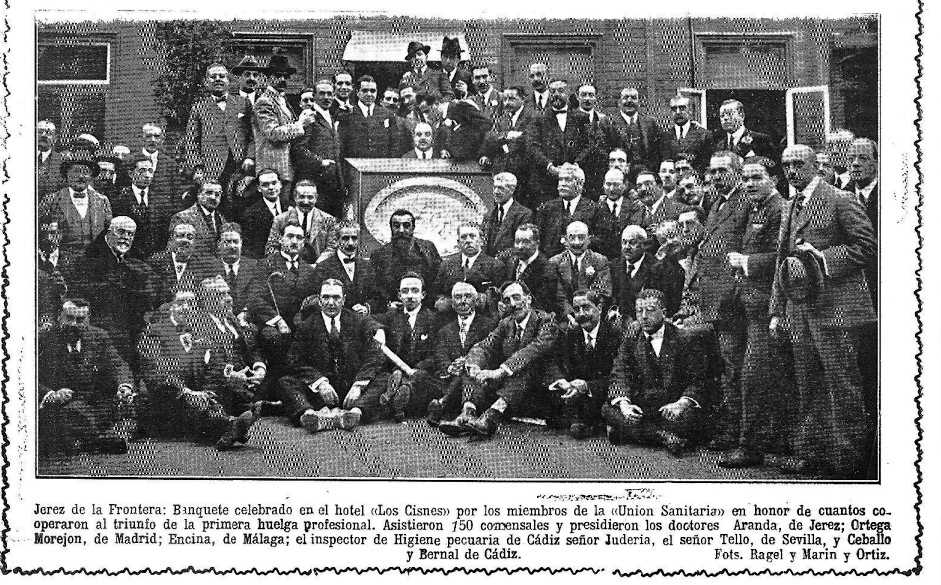
Jerez de la Frontera: Banquete celebrado en el hotel «Los Cisnes» por los miembros de la «Unión Sanitaria» La Unión Ilustrada 1919.

- En la publicación "Primer Congreso Provincial de Higiene de Málaga"(Imp. V.Giral, 1906), se publicó su ponencia sobre "Reformas higiénicas de la población":
 Proyecto de bases para un reglamento de higiene municipal, donde trataba problemas acuciantes de la ciudad como abastecimiento de aguas, cementerios, matadero, escuelas, etc....[38]
- El 5 de enero de 1911, se dio de alta en la Sociedad Malagueña de Ciencias.
- En 1913, formó parte del Comité malagueño, en el IX Congreso de Hidrología, Climtaología y Geología.[39]
- El 10 de septiembre de 1918, el periódico de medicina, cirugía, farmacia y ciencias auxiliares, "La España médica", publicó en la sección Higiene, Bacterología y Parasitología entre las Comunicaciones: "Estudio de la fiebre de Malta en Málaga" por el Dr. Luis Encina Candebat.[40]
- En el semanario "La Unión Ilustrada", del día 25 de diciembre de 1919, se recoge la foto del banquete que se celebró en el hotel Los Cisnes de la Calle Larga (Jerez de la Frontera), por los miembros de la Unión Sanitaria, en honor de cuantos cooperaron al triunfo de la primera huelga profesional. Luis Encina Candebat, fue uno de los que presidieron el acto.[41]
- En 1920, fue presidente de la Sociedad científica de médicos titulares.[42]

## Política
- En 1902 y 1903, fue noveno Teniente de Alcalde del Ayuntamiento de Málaga y miembro de la Comisión Permanente de Evaluación.[43] En 1903, fue miembro también de las Comisión Permanente de Cementerios.[44]
- En 1908, fue Teniente de Alcalde del Cuarto Distrito, denominado de la Victoria, formando parte de las Comisiones permanentes de Beneficencia y Sanidad, Hacienda y Presupuestos, Mercados y Puestos Públicos.[45]
- En 1910, fue miembro del Comité Organizador de las Fiestas de Aviación en Málaga, junto a su primo hermano Juan Ponce de León y Encina, presidente de dicho comité, entre otros.[46]
- El 29 de marzo de 1912, fue designado vicepresidente de la Junta Directiva del Círculo Conservador, por el jefe provincial del Partido Conservador. Dicha Junta fue la encargada de redactar el reglamento y ultimar lo necesario para la inauguración del nuevo local en Málaga la cual se realizó el 15 de junio de ese mismo año, contando con la asistencia entre otros de Luis Encina Candebat.[47]
- El 28 de febrero de 1913, en la publicación "La Época" lo nombran como Presidente de la Junta Directiva del Círculo Conservador.[48]

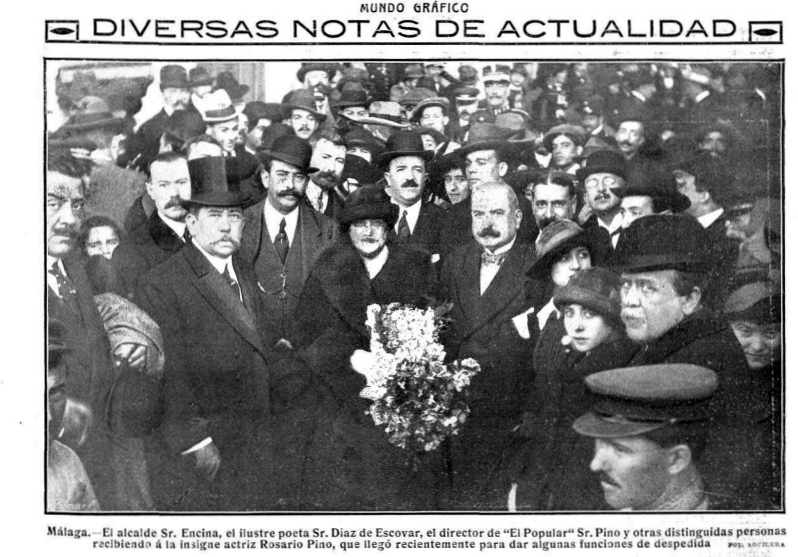
Encina Candebat y Rosario Pino Mundo Gráfico 1914

- Desde el 19 de noviembre de 1913 al 1 de enero de 1916, fue Alcalde del Ayuntamiento de Málaga por el Partido Conservador:[49]

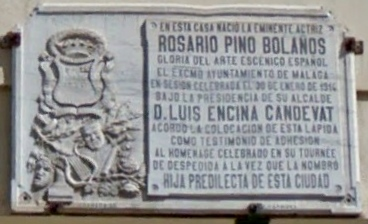
Lápida a Rosario Pino en la casa donde nació en la calle Refino

-El 16 de abril de 1914, asistió al evento y firmó el acta de colocación de la primera piedra, de una nueva Casa de socorro, en la calle Explanada de la Estación, proyecto del arquitecto Manuel Rivera Vera. Al acto asistieron, además del alcalde, las autoridades civiles y militares, así como muchos concejales. "La Unión Ilustrada" en la publicación del día 26 de ese mismo mes, recoge un artículo que contiene fotos de la firma del acta y de los asistentes[50]
-El 21 de junio de 1914, "La Unión Ilustrada" publicó foto de sus asistencia, junto a los gobernadores civil y militar, en la presidencia de la Procesión del Corpus.[51]
-El 26 de julio de 1914, presidió junto a otras autoridades, la procesión que se celebró en Málaga, con motivo del Congreso Eucarístico de Lourdes.[52]

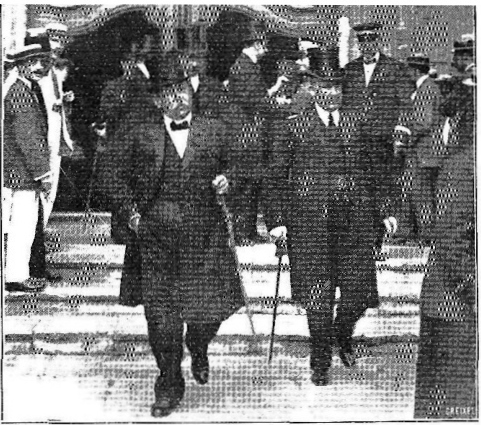
Luis Encina Candebat saliendo de la catedral de Málaga en el funeral de Pio X en La Unión Ilustrada 1914.

-Fue una de las autoridades que asistió junto al gobernador civil, el presidente de la Diputación y concejales a los funerales por el papa Pio X celebrados en la catedral de Málaga, el día 27 de agosto de 1914. "La Unión Ilustrada" del día 6 de septiembre, contiene fotos de las autoridades saliendo de la catedral.
-El 13 de septiembre de 1914, se publica en "La Unión Ilustrada", una fotografía junto al Delegado Regio y directores, de su visita a la Colonia Escolar en Torre del Mar (Vélez-Málaga).
-El 22 de septiembre de 1914, asistió a la inauguración del Parque Sanitario, acompañado de los concejales y otras autoridades. "La Unión Ilustrada", en la publicación del día 27 de ese mismo mes, recoge un artículo que contiene foto de los asistentes.
-En diciembre de 1914, el Ayuntamiento apoyó política y económicamente, la propuesta de la Comisión del Sindicato de Iniciativas, de realizar unos actos festivos de invierno para hacer en Málaga una “Estación invernal”. Estos actos festivos comenzaron a celebrarse a finales del año 1915 coincidiendo con las fiestas del carnaval. La segunda edición de las fiestas de invierno tuvo lugar en 1933.
-El 20 de enero de 1915, formó parte de la Comisión que viajó en el expreso a Madrid para establecer gestiones relacionadas con el asunto de las aguas de Torremolinos (Málaga).
-El 26 de mayo de 1915, en "La Unión Ilustrada", se publica fotografía en la que aparece el alcalde, acompañado de los Concejales y Diputados a Cortes de la comisión que gestionó el indulto de los reos de los sucesos de Benagalbón
.
-El 7 de agosto de 1915, "El Mentidero (Madrid)" publica que el Alcalde asistió a la procesión tradicional del Carmen, pese a existir un acuerdo municipal que le prohibía dar la subvención acostumbrada y asistir como autoridad a la tradicional procesión.
-Durante su mandato, el ayuntamiento organizó y rindió homenajes a ilustres personajes malagueños como los dramaturgos, periodistas y poetas, Francisco Flores García en 1915 y Enrique López Alarcón en 1916, el ginecólogo José Gálvez Ginachero en 1916 y la actriz Rosario Pino en 1914, a la que además en 1916, el Ayuntamiento colocó una lápida homenaje a la actriz en la casa donde nació, en la calle Refino.
- El 2 de febrero de 1918, aparece como posible candidato a diputado del Partido Conservador a Cortes por Málaga, junto a José Martín Velandia.[61]
- En 1920, vocal de la Junta de Fomento y Mejora de Casas Baratas y de la Junta Local de Primera Enseñanza.[62]
- Elegido diputado a Cortes (1921-1923),[63] en las elecciones de 1920 por la provincia de Málaga.
- El 20 de julio de 1921, se publica en "La Unión Ilustrada", fotografía del banquete en Sevilla celebrado por los sanitarios de la región, al que asistió en calidad de Presidente de Andalucía y diputado a Cortes por Málaga.[64]
- En 1924, fue Vicepresidente de la Cámara Agrícola Oficial y Vocal de la Juntas de Fomento, Mejora de Casas Baratas y de Primera Enseñanza en Málaga.[65]
- En 1927 Vicepresidente Primero de la Cámara Agrícola Oficial de la provincia de Málaga.[66]

## Familia
Distintas fuentes señalan que nació el 7 de mayo de 1863, sin embargo, en el libro de nacimientos de Málaga, el 1 de noviembre de 1860 consta que fue inscrito Luis Rafael de la Santísima Trinidad Santos Encina y Candebat. Hijo de Julián Encina Ordóñez, natural de Monda (Málaga) y de María de los Dolores Candebat Guzmán, natural de Chucena (Sevilla).
Nieto de Juan Tomás Encina del Peral, natural de Albacete e Ysabel Ordóñez oriunda de Benarraba (Málaga); y de José Candebat, natural de Sevilla y Bernarda Guzmán Alonso, oriunda de Los Palacios (Sevilla).
Su padre, Julián Encina Ordóñez, ejerció como Auxiliar del Subsidio Industrial de la provincia de Albacete (1852-1853) y como Investigador de la Contribución Industrial de la provincia de Málaga (1852-1856); fue inspector de la Administración General de Capellanías y cargas espirituales y procurador y notario del Tribunal Eclesiástico de la Diócesis del Obispado de Málaga a partir de 1861, Regidor del Ayuntamiento de Málaga (1886-1888), miembro de la Junta de Evaluación y Reparto y Vocal de varias de las Comisiones Municipales.
Su hermano mayor fue el auditor militar, abogado y político José Encina Candebat (1857-1929), fundador de los periódicos: «La Enciclopedia (Málaga)», «La Unión Mercantil (Ceuta)» y «La Unión Mercantil e Industrial de Ceuta».
Otro de sus hermanos fue el abogado, político y diplomático Juan Francisco Encina Candebat, concejal del Ayuntamiento de Málaga (1905-1909), Inspector de las Casas de Socorro, miembro de varias Comisiones Municipales Permanentes y Vicecónsul de Turquía (1905-1921) del Cuerpo Consular de Málaga para el Estado
Se casó con María Balenzategui Cardero, oriunda de Málaga, hija de Carlos Balenzategui Salas y Sofía Cardero Carsi. Enviudó el 3 de abril de 1914. Tuvieron al menos dos hijas, Angelita y María Luisa Encina Balenzategui, esta última se casó en 1915, en la Catedral de Málaga, con el militar José Méndez García, asesinado en Málaga el 22 de agosto de 1936 y condecorado con la Medalla de Sufrimientos por la Patria en 1939.
Entre sus descendientes se encuentran personajes como la política cordobesa Lourdes Méndez Monasterio, y su hermano el escritor y periodista Kiko Méndez-Monasterio.

## Otros homenajes

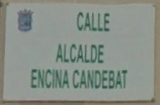
Placa calle Alcalde Encina Candebat, Málaga

El 30 de octubre de 1928, se publicó en El Imparcial: "Muerte del doctor Encina: El domingo ha fallecido el Inspector provincial de Sanidad, D. Luis Encina, médico de gran altura científica y muy estimado en las esferas de la Sanidad Española. El doctor Encina había sido diputado a Cortes, gobernador civil y alcalde de Málaga en diferentes ocasiones. Su muerte causará un profundo dolor en sus amigos por las condiciones de caballerosidad y dignidad que le caracterizaban. Recientemente había organizado el Instituto Provincial de Higiene, el Dispensario Anti-venéreo y la Comisaría Sanitaria".
En la actualidad, existe en Málaga, la calle Alcalde Encina Candebat (29014), en homenaje al biografiado.